# هرفوجي سيب
هرفوجي سيب (بالكرواتية: Hrvoje Sep)‏ (مواليد 26 فبراير 1986) هو ملاكم كرواتي، مثّل بلاده في الألعاب الأولمبية الصيفية 2016.

## روابط خارجية
هرفوجي سيب على موقع بوكس ريك (الإنجليزية) (registration required)
- هرفوجي سيب على موقع اللجنة الأولمبية الدولية (الإنجليزية)
- هرفوجي سيب على موقع أوليمبيديا (الإنجليزية)